# Distrito Seis
Distrito Seis (em inglês: District Six) é um bairro da Cidade do Cabo que foi totalmente demolido durante o regime do apartheid, expropriando mais de 60.000 moradores negros, para se tornar uma área para brancos.

## História
Antes do século XIX, a região era uma área agrícola colonial. Após a abolição da escravatura, nos anos de 1840, o assentamento começou a surgir, com escravos libertos e imigrantes residindo nesta região da cidade; e era popularmente conhecido como Kanaldorp, e oficialmente como Distrito Doze. Em 1867, uma nova lei municipal foi criada, dividindo a cidade em seis distritos, e a região passou a ser denominada Distrito Seis. Na década de 1890, a região começou a receber construções residenciais e comerciais, e houve um aumento de residentes no bairro, devido a proximidade com o centro da cidade e com as docas.
Devido a peste bubônica que assolou a cidade, em 1901, Sir Thomas Graham ordenou que as favelas do bairro fossem demolidas para eliminar os ratos, portadores das pulgas que causavam a doença. Moradores foram expropriados e transferidos para a região de Cape Flats, uma área da periferia da cidade; e suas casas foram demolidas. Tempos depois, outros imóveis foram sendo construídos na região e novos moradores se mudaram para o bairro.
Em 11 de fevereiro de 1966, com a Lei das Áreas de Grupo criado pelo regime do apartheid, o bairro foi declarado uma área para brancos, e em 1970, o bairro foi renomeado para Zonnebloem. Em 1982, mais de 60.000 moradores negros foram expropriados à força e transferidos para Cape Flats; e todo o bairro foi demolido, com exceção de edifícios religiosos e algumas escolas. A comunidade passou a declarar Zonnebloem como uma terra contaminada, o que impediu a reconstrução do novo bairro. No ano de 1989, criaram a Fundação District Six Museum, com o objetivo de guardar a memória do antigo bairro, ocorrendo a inauguração do District Six Museum em 1994.
Nas primeiras eleições democráticas após o apartheid, ocorridas em 1994, famílias que foram expropriadas do bairro reivindicaram terras. A Associação Cívica do Distrito Seis foi formada para auxiliar no processo de reivindicação; e no ano de 2003, começou a reconstrução de moradias. No dia 11 de fevereiro de 2004, o presidente Nelson Mandela entregou as chaves de casas aos primeiros moradores expropriados. Até o ano de 2016, apenas 115 casas tinham sido construídas devido à disputas entre o Comitê de Trabalho do Distrito Seis e o Governo Municipal. Em 2020, o bairro voltou a se chamar Distrito Seis

## Geografia

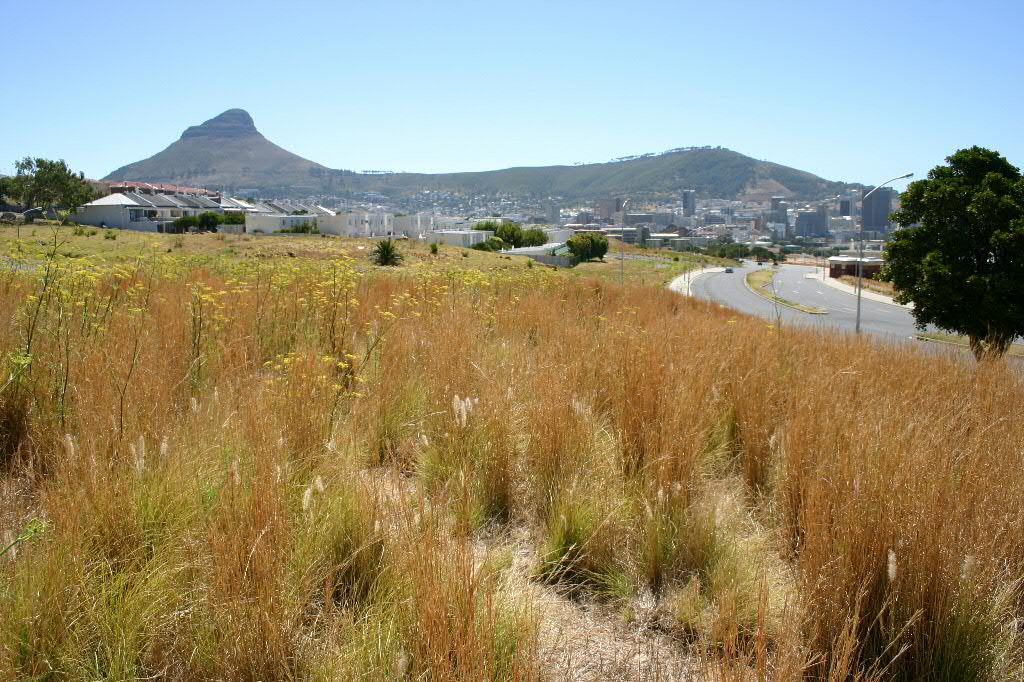
Grandes áreas vazias do Distrito Seis

Após a destruição do bairro, no ano de 1982, houve pouco desenvolvimento da região. Atualmente, se encontra muitas áreas vazias, terrenos baldios e estacionamentos. Há poucas edificações em estilo modernista, e lentamente a autoridade municipal está construindo residências para os antigos expropriados do bairro. As igrejas, mesquitas e escolas que não foram demolidas ainda continuam em funcionamento; e construíram a Universidade de Tecnologia da Península do Cabo e o District Six Museum. Estradas e avenidas largas cortam o bairro, interligando o centro da cidade com o bairro Woodstock.